# هونگ سو جو
هونگ سو جو (کره‌ای: 홍수주؛ زادهٔ ۱۲ فوریه ۱۹۹۴) مدل و بازیگر اهل کره جنوبی است. او به خاطر ایفای نقش در وارث غیرممکن (۲۰۲۴) شناخته شد.

## فیلم‌شناسی

### مجموعه تلویزیونی
| سال  | عنوان              | نقش       | توضیحات       | منابع |
| ---- | ------------------ | --------- | ------------- | ----- |
| ۲۰۲۱ | درام ویژه— Be;twin | هونگ چونگ | درام تک قسمتی | [ ۳ ] |

### مجموعه اینترنتی
| سال       | عنوان          | نقش       | توضیحات | منابع |
| --------- | -------------- | --------- | ------- | ----- |
| ۲۰۲۰      | دلباخته در شهر | هه نا     |         | [ ۴ ] |
| ۲۰۲۳–۲۰۲۴ | خانه شیرین     | جین آه    | فصل ۲–۳ | [ ۵ ] |
| ۲۰۲۴      | وارث غیرممکن   | نا هه وون |         | [ ۶ ] |

### حضور در موزیک ویدئو
| سال  | نام ترانه                                       | آرتیست                         | منابع  |
| ---- | ----------------------------------------------- | ------------------------------ | ------ |
| ۲۰۱۹ | «Loss» (کره‌ای: 상실)                            | کلد                            | [ ۷ ]  |
| ۲۰۱۹ | «اس‌اس‌اف‌دابلیو» (کره‌ای: 봄 여름 가을 겨울; SSFW) | چانیول از اکسو                 | [ ۸ ]  |
| ۲۰۱۹ | «عاشقتم» (I LUV U)                              | هنری                           | [ ۹ ]  |
| ۲۰۲۳ | «کوچه» (کره‌ای: 골목길; Alley)                   | لی های با همکاری سونگ شی کیونگ | [ ۱۰ ] |
| ۲۰۲۴ | «معشوق من» (کره‌ای: 그대가 해준 말; My Beloved)  | لی های                         | [ ۱۱ ] |